# Juni 2018
Dit artikel geeft een chronologisch overzicht van de belangrijkste gebeurtenissen per dag in de maand juni van het jaar 2018.

## Gebeurtenissen

### 1 juni
- De Spaanse premier Rajoy stapt op na een motie van wantrouwen tegen hem vanwege corruptieschandalen. Hij wordt opgevolgd door Pedro Sánchez.Wikinieuws

### 5 juni
- In de prostitutiebuurt aan het Brusselse Noordstation leggen prostituees het werk neer, nadat een collega werd vermoord. Ook vorige maand was er al een prostituee vermoord in dezelfde buurt.[1]

### 8 juni
- In de Canadese stad Charlevoix begint de 44e G7-top.[2]
- België krijgt een zetel in de VN-Veiligheidsraad voor de periode 2019-2021.[3] Wikinieuws

### 9 juni
- Simona Halep wint de vrouwenfinale van het tennistoernooi Roland Garros van Sloane Stephens.

### 10 juni
- Rafaël Nadal wint voor de elfde keer het tennistoernooi Roland Garros door Dominic Thiem te verslaan in drie sets.[4]

### 12 juni
- De Amerikaanse president Donald Trump en de Noord-Koreaanse leider Kim Jong-un ontmoeten elkaar op Sentosa om te spreken over het kernwapenprogramma van Noord-Korea. (Lees verder)

### 16 juni
- Bij een vechtpartij in een nachtclub in de Venezolaanse hoofdstad Caracas vallen 17 doden doordat er een traangasgranaat ontploft.[5]

### 17 juni
- In de Afghaanse provincie Nangarhar worden gedurende het weekend twee zelfmoordaanslagen gepleegd. Er vallen tientallen doden. Een van de aanslagen wordt opgeëist door IS.Wikinieuws

### 18 juni
- Bij een aardbeving in de Japanse prefectuur Osaka vallen zeker vijf doden. Wikinieuws

### 24 juni
- De Turkse president Recep Tayyip Erdoğan wint de presidentsverkiezingen met bijna 53% van de stemmen. Wikinieuws
- In Saoedi-Arabië komt een eind aan het verbod voor vrouwen om auto te rijden.[6]

### 26 juni
- Een bestelwagen rijdt in op het hoofdkantoor van De Telegraaf in Amsterdam en vliegt in brand. Er zijn geen gewonden. Misdaadjournalist John van den Heuvel krijgt politiebescherming.[7]
- Ten gevolge van de handelsoorlog tussen de Verenigde Staten en Europa ziet Harley-Davidson zich gedwongen om haar motorfietsen voor de Europese markt buiten de Verenigde Staten te gaan bouwen.[8]

## Overleden
← · januari · februari · maart · april · mei · juni · juli · augustus · september · oktober · november · december ·  →